# Hiroto Morooka
Hiroto Morooka (諸岡 裕人 Morooka Hiroto?), född 4 januari 1997 i Tokyo prefektur, är en japansk fotbollsspelare.
Morooka började sin karriär 2019 i Fukushima United FC.